# Kỳ Sơn
Kỳ Sơn là một huyện biên giới cũ ở miền núi nằm ở phía tây của tỉnh Nghệ An, Việt Nam.
Đây là huyện được UNESCO đưa vào danh sách các địa danh thuộc Khu dự trữ sinh quyển miền tây Nghệ An.

## Địa lý

### Vị trí địa lý
Kỳ Sơn có đường biên giới với nước bạn Lào dài 192 km, có vị trí địa lý:
- Phía bắc giáp huyện Xam Neua (Sầm Nưa), tỉnh Huaphanh, Lào
- Phía tây giáp các huyện Nong Het (Noọng Hét) và Mok May, tỉnh Xiengkhuang, Lào
- Phía nam giáp các huyện Khamkeuth và Viengthong, tỉnh Borikhamxay), Lào.
- Phía đông giáp huyện Tương Dương.

### Điều kiện tự nhiên
Huyện Kỳ Sơn có diện tích 2.094,84 km², dân số là 65.881 người với đa phần là các bộ tộc Lào và Thái. Người Khơ Mú và người Mông đến Kỳ Sơn muộn hơn so với người Thái, cách đây khoảng 300 năm, chủ yếu di cư từ Lào sang và sống ở vùng núi rẻo giữa và rẻo cao. Còn người kinh, chỉ tập trung tại thị trấn Mường Xén sau năm 1954 và đến nay vẫn chiếm tỷ lệ nhỏ so với các dân tộc khác trong huyện.
Địa hình huyện Kỳ Sơn chủ yếu là núi, trong đó có nhiều dãy núi cao, hiểm trở. Dãy núi Pu Lai Leng thuộc xã Nậm Càn có đỉnh cao 2.711 m, là ngọn núi cao nhất của Nghệ An và cả hệ Trường Sơn. Ngoài ra, trên địa bàn huyện cũng có nhiều đỉnh núi cao khác như Pu Soong (2.365m), Pu Tông (2.345m), Pu Long (2.176m),...
Hệ thống sông suối chảy qua Kỳ Sơn khá dày đặc gồm dòng sông Cả với hai nhánh phụ là Nặm Nơn và Nặm Mộ dài khoảng 125 km, diện tích lưu vực khoảng 1 nghìn km² và hàng trăm khe suối lớn nhỏ như: khe Nằn, khe Chảo, Huổi Pà, Nhinh, Huồi Giảng, Ca Nhăn,... Đây vừa là những khó khăn, song cũng là tiềm năng để phát triển thủy điện vừa và nhỏ.

## Lịch sử
Vùng Đất huyện Kỳ Sơn cùng với huyện Tương Dương ở phía đông xưa kia là lãnh thổ của Vương quốc Bồn Man (vương quốc này nằm trải dài phía tây các tỉnh Nghệ An, Thanh Hóa, một phần Sơn La ngày nay của Việt Nam và tỉnh Hủa Phăn của Lào ngày nay). Vương quốc này chính thức bị sáp nhập vào Đại Việt thời vua Lê Thánh Tông (1479).
Năm 1490, thời nhà Hậu Lê, huyện Kỳ Sơn thuộc phủ Trà Lân, xứ Nghệ An.
Thời nhà Nguyễn, huyện Kỳ Sơn thuộc phủ Tương Dương, tỉnh Nghệ An.
Tháng 10 năm 1961, trước yêu cầu của công tác chỉ đạo thực tiễn ở miền núi, căn cứ vào tình hình từng vùng, tỉnh Nghệ An quyết định tách huyện Tương Dương thành 2 huyện Tương Dương và Kỳ Sơn.
Khi tách ra, huyện Kỳ Sơn có 12 xã: Bắc Lý, Bảo Nam, Bảo Thắng, Hín Ngộn, Huồi Giàng, Huồi Tụ, Hữu Kiệm, Mường Lống, Mường Típ, Mỹ Lý, Nậm Cắn, Phà Đánh.
Ngày 5 tháng 7 năm 1963, Bộ trưởng Bộ Nội vụ ra Quyết định số 125-NV thành lập 6 xã: Tà Cạ, Keng Đu, Na Loi, Bảo Lộc, Thiên Lý, Hữu Lập.
Ngày 15 tháng 4 năm 1967, Bộ trưởng Bộ Nội vụ ra Quyết định số 142-NV thành lập 6 xã: Nậm Càn, Đoọc Mạy, Na Ngoi, Mường Ải, Huồi Thắng, Mường Thù.
Ngày 27 tháng 12 năm 1975, hai tỉnh Nghệ An và Hà Tĩnh hợp nhất thành tỉnh Nghệ Tĩnh, huyện Kỳ Sơn thuộc tỉnh Nghệ Tĩnh.
Ngày 23 tháng 3 năm 1977, Bộ trưởng Phủ Thủ tướng ra Quyết định số 56-BT hợp nhất và điều chỉnh địa giới một số xã thuộc tỉnh Nghệ Tĩnh. Theo đó, sáp nhập bản Noọng Ó và bản Huồi Lào của xã Bảo Nam vào xã Phà Đánh; hợp nhất xã Bảo Nam và xã Bảo Lộc thành một xã lấy tên là xã Bảo Nam; sáp nhập bản Cha Nga và bản Piêng Píp của xã Thiên Lý vào xã Mỹ Lý; hợp nhất các bản còn lại của xã Thiên Lý và xã Bắc Lý thành một xã lấy tên là xã Bắc Lý; hợp nhất xã Hữu Lập và xã Hữu Kiệm thành một xã lấy tên là xã Hữu Kiệm; hợp nhất xã Mường Ải và xã Mường Típ thành một xã lấy tên là xã Mường Típ; hợp nhất xã Huồi Thắng và xã Huồi Tụ thành một xã lấy tên là xã Huồi Tụ; hợp nhất xã Mường Thù và xã Mường Lồng thành một xã lấy tên là xã Mường Lống.
Ngày 26 tháng 3 năm 1977, Hội đồng Chính phủ ra Quyết định 78-CP chuyển xã Chiêu Lưu thuộc huyện Tương Dương về huyện Kỳ Sơn quản lý.
Ngày 8 tháng 8 năm 1984, Hội đồng Bộ trưởng ban hành Quyết định 104-HĐBT thành lập thị trấn Mường Xén - thị trấn huyện lị huyện Kỳ Sơn - trên cơ sở 190 ha diện tích tự nhiên của xã Tà Cạ.
Ngày 19 tháng 8 năm 1985, Hội đồng Bộ trưởng ban hành Quyết định 222-HĐBT điều chỉnh địa giới hành chính một số xã, thị trấn của các huyện Kỳ Sơn, Hương Khê và Thạch Hà thuộc tỉnh Nghệ Tĩnh. Theo đó, hợp nhất xã Huồi Giảng và xã Hín Ngộn thành một xã lấy tên là xã Tây Sơn; chia xã Hữu Kiệm thành 2 xã lấy tên là Hữu Kiệm và xã Hữu Lập; chia xã Mường Típ thành 2 xã lấy tên là xã Mường Típ và xã Mường Ải.
Ngày 12 tháng 8 năm 1991, tái lập tỉnh Nghệ An từ tỉnh Nghệ Tĩnh cũ, huyện Kỳ Sơn trở lại thuộc tỉnh Nghệ An.

## Hành chính
Huyện Kỳ Sơn có 21 đơn vị hành chính cấp xã trực thuộc, bao gồm thị trấn Mường Xén (huyện lỵ) và 20 xã: Bắc Lý, Bảo Nam, Bảo Thắng, Chiêu Lưu, Đoọc Mạy, Huồi Tụ, Hữu Kiệm, Hữu Lập, Keng Đu, Mường Ải, Mường Lống, Mường Típ, Mỹ Lý, Na Loi, Na Ngoi, Nậm Càn, Nậm Cắn, Phà Đánh, Tà Cạ, Tây Sơn.

## Giao thông
Trong những năm qua, huyện Kỳ Sơn đã nỗ lực huy động mọi nguồn lực để củng cố mạng lưới giao thông trên địa bàn. Thực hiện chủ trương Nhà nước và nhân dân cùng làm, cùng với ngân sách của tỉnh, huyện, mỗi lao động trong huyện đã tự nguyện đóng góp 10 ngày công để gia cố và làm mới lại nhiều tuyến đường tới các xã, cụm và thôn bản. Nhờ đó, trong những năm qua, 9 tuyến đường quan trọng đã được khai thông. Năm 2003, 18/21 xã có đường ôtô vào đến trung tâm xã. Nhiều tuyến đường quan trọng khác cũng được triển khai thi công như: đường vành đai biên giới, hệ thống đường nối quốc lộ 7 với các xã phía nam huyện...

## Kinh tế - xã hội

### Kinh tế
Kỳ Sơn là một trong 7 huyện của Nghệ An được xếp vào nhóm các huyện nghèo của cả nước. Là một trong 9 huyện khó khăn của cả nước, năm 2003, Kỳ Sơn còn 45% hộ thuộc diện nghèo đói. Người dân trong huyện vẫn mang nặng tâm lý trông chờ, ỷ lại vào các chính sách trợ cấp của Nhà nước. Đây cũng là lực cản không nhỏ đối với công cuộc đi lên của huyện.
Xác định rõ những thuận lợi và khó khăn trên con đường phát triển, trong những năm qua, Đảng bộ, chính quyền và nhân dân Kỳ Sơn đã phấn đấu không ngừng, đưa Kỳ Sơn không chỉ vững mạnh về an ninh - quốc phòng mà kinh tế - xã hội cũng có nhiều tiến bộ.

### Nông nghiệp và lâm nghiệp
Là huyện vùng cao, Kỳ Sơn có tiềm năng lớn về phát triển kinh tế rừng. Toàn huyện có 59 nghìn ha rừng, chiếm 28% diện tích tự nhiên với nhiều loại động-thực vật phong phú và quý hiếm. Riêng về thực vật đã phát hiện được 12 họ gồm gần 150 loại cây có giá trị kinh tế cao. Trong đó có nhiều loại gỗ quý như: đinh, lim, sến, táu, mật gội, nếp, lát... mọc xen kẽ hoặc thành những quần thể diện tích rộng, trữ lượng gỗ lớn. Ngoài ra, rừng còn cho nhiều loại nứa, mét, song, giang,... đặc biệt là cây quế và cánh kiến. Bên cạnh đó, các loại dược liệu quý mọc tự nhiên như: ngũ gia bì, sa nhân, đẳng sâm, thiên niên kiện,... cùng một số cây đặc sản mọc tự nhiên ở Na Ngoi, Mường Típ, Tây Sơn,... đã tạo nên giá trị to lớn của các loại lâm sản phi gỗ. Rừng Kỳ Sơn có nhiều loại thú quý sống lâu đời, đã trở thành hiếm không chỉ ở Việt Nam mà cả nhiều nước trên thế giới như sóc bay, lợn rừng, sơn dương, báo,... Thêm nữa, Kỳ Sơn còn có nhiều khoáng sản có giá trị như mỏ than đá ở Nậm Cắn, mỏ đồng ở Phuxanbu với trữ lượng khá lớn.
Kỳ Sơn cũng có lợi thế nhất định trong phát triển thương mại, dịch vụ và du lịch với cửa khẩu Nậm Cắn và quốc lộ 7A - một đầu mối giao thông quan trọng kết nối các huyện Tây Nam Nghệ An với một số tỉnh nước bạn Lào.
Bên cạnh những điều kiện thuận lợi, Kỳ Sơn cũng có những khó khăn riêng trong phát triển kinh tế. Cấu tạo bề mặt phức tạp, núi non chia cắt thành nhiều tiểu vùng khác nhau. Với độ dốc lớn, trung bình 350m.
Quỹ đất dồi dào, huyện Kỳ Sơn đã tập trung phát triển nông nghiệp theo hướng khai hoang mở rộng diện tích đất canh tác và thâm canh nâng cao năng suất, chất lượng các loại cây trồng vật nuôi. Đến hết năm 2003, toàn huyện có trên 40 nghìn ha đất rẫy và đất ruộng, chiếm gần 20% diện tích đất tự nhiên. Diện tích gieo trồng hàng năm ổn định trong khoảng 10-11 nghìn ha, riêng năm 2003 đạt 11.639 ha cho sản lượng lương thực 14.450 tấn.
Ngoài một số cây lương thực truyền thống, huyện đã chủ động đưa nhiều loại cây ăn quả như mận, đào, xoài, mít, lê, hồng Nhật, đào ôxtrâylia và các loại cây công nghiệp như lạc, chè, đậu, vừng vào trồng, dần hình thành một số vùng chuyên canh nhằm từng bước chuyển dịch cơ cấu cây trồng. Đáng chú ý là cây mận tam hoa, một trong những loại cây thay thế cây thuốc phiện bắt đầu cho lượng quả đáng kể (năm 2003 đạt 250 tấn).
Lâm nghiệp huyện chủ trương xã hội hoá nghề rừng. Công tác bảo vệ khoanh nuôi và trồng mới hàng năm luôn được chú ý nên diện tích rừng trồng không ngừng gia tăng với nhiều loại cây như: keo lá tràm, bồ đề, lát, phèn, sở,...Việc giao đất, giao rừng từng bước được thực hiện có hiệu quả. Đến hết năm 2003, tổng diện tích đất lâm nghiệp đã giao đạt gần 170 nghìn ha. Các hiện tượng khai thác gỗ và săn bắn động vật trái phép giảm đáng kể. Rừng đầu nguồn - lá phổi cho cả tỉnh được bảo vệ an toàn. Tập quán du canh, du cư dần được xoá bỏ mà vẫn đảm bảo cuộc sống ổn định cho nhiều đồng bào dân tộc.

### Xóa đói, giảm nghèo
Huyện Kỳ Sơn đã ra quy chế: tất cả công chức mỗi cơ quan gắn với một xã nghèo. Mỗi đảng viên tuỳ điều kiện, khả năng có thể giúp bà con thoát nghèo. Nhờ đó, trong 5 năm (1995 - 2000), hàng nghìn hộ trên địa bàn huyện đã được giúp đỡ và nhiều hộ vươn lên thoát nghèo.

### Loại bỏ cây thuốc Phiện
Thực hiện chủ trương của tỉnh Nghệ An, năm 1996, Kỳ Sơn đã phát động cuộc vận động loại bỏ cây thuốc phiện ra khỏi đời sống cộng đồng. Để chủ trương này thành hiện thực, huyện đã thành lập các đoàn công tác đến từng bản tuyên truyền về sự nguy hại của cây thuốc phiện, tổ chức họp các già làng, trưởng bản ký cam kết và vận động nhân dân trong bản tự xoá nhổ nương thuốc phiện đã trồng, thay vào đó là các loại cây làm kinh tế khác như: mận tam hoa, khoai sọ, bí xanh, ngô lai, cánh kiến, lê, hồng, đào,... Nhờ đó, đến tháng 6-2004, toàn huyện không còn diện tích trồng cây thuốc phiện. Đây là thành công nổi bật của Kỳ Sơn gần 10 năm qua.

### Xã hội
Hệ thống trường học và trạm xá cũng được đầu tư với kinh phí lớn, hàng trăm tỷ đồng. Năm 2003, 21/21 xã đều có trường học và trạm xá mới khang trang, phục vụ tốt nhu cầu học tập và khám chữa bệnh của nhân dân. Chất lượng giáo dục ngày càng được nâng cao. Trong những năm gần đây, huyện đã có học sinh thi đỗ vào các trường đại học, cao đẳng, trung học chuyên nghiệp của Trung ương và tỉnh. Công tác chăm sóc sức khoẻ ban đầu cho cộng đồng được đảm bảo. Các phong trào văn hoá, thể dục - thể thao diễn ra sôi nổi. Năm 2003, toàn huyện có 28 làng văn hoá và 1.500 gia đình văn hoá. Tất cả các xã đều có ăng ten chảo phục vụ việc tiếp sóng phát thanh, truyền hình từ Trung ương và tỉnh, đưa thông tin tới từng người dân. Tỷ lệ hộ dùng nước sạch gia tăng đáng kể, đạt gần 80%. Đến trước tết Nguyên Đán năm 2004, điện lưới quốc gia đã về đến Kỳ Sơn, đem lại ánh sáng, niềm vui cho đồng bào.